# Großer Kammstern

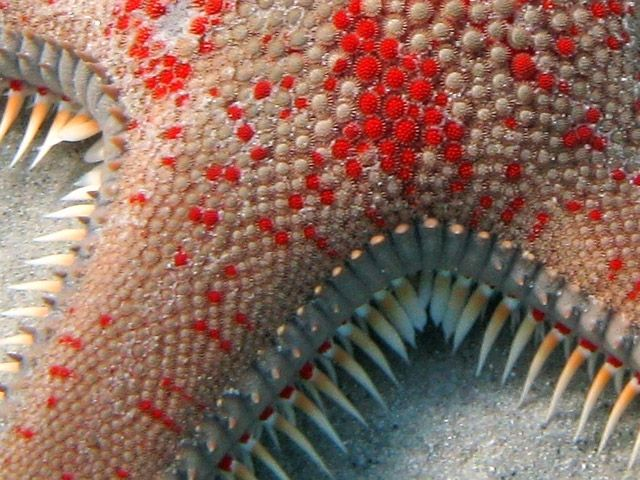
Astropecten aranciacus, Detail mit Paxillen, oben orangerot oder grau-beige

Der Große Kammstern oder Rote Kamm-Seestern (Astropecten aranciacus) ist eine Art der Kammsterne aus der Ordnung der Paxillensterne (Paxillosida), der auf Sedimentböden im Mittelmeer häufig ist. Mit bis zu 55 cm Körpergröße ist er einer der größten Seesterne.

## Merkmale
Der Große Kammstern weist die für Kammsterne typische regelmäßige, abgeflachte Gestalt mit fünf dreiecksförmigen, in klaren Winkeln aneinandergrenzenden Armen auf und erreicht einen Durchmesser von etwa 30 cm, bisweilen bis 55 cm, was ihn zur größten Kammstern-Art des Mittelmeers macht. Seine Oberseite ist lebhaft orangerot gefärbt, wobei der Gesamteindruck durch unterschiedlich gefärbte, teils orangerote, teils graue bis beigefarbene Paxillen (schirmchenartige Plättchen) zustande kommt. Die helle, pigmentarme Unterseite des Seesterns ist besonders empfindlich gegen zu viel Licht.
Der Seestern hat superomarginale Platten mit 1 bis 3 kleinen Dornen und inferomarginale Platten mit langen, spitzen, kräftigen, regelmäßig angeordneten Dornen. Die inferomarginalen Dornen sind an der Basis rötlich-orange und an der Spitze gelblich bis weiß gefärbt. Die superomarginalen Platten sind meist homogen grau oder beige.

## Fortpflanzung
Der Große Kammstern pflanzt sich ausschließlich geschlechtlich fort. Wie die meisten Seesterne ist er getrenntgeschlechtlich. Männchen und Weibchen unterscheiden sich äußerlich nicht. Die Eier werden äußerlich befruchtet und entwickeln sich zu frei schwimmenden Larven.

## Vorkommen
Der Große Kammstern kommt im Mittelmeer und Ostatlantik auf sandigen und schlammigen Böden und in Seegraswiesen küstennah in Tiefen von etwa 5 m bis 180 m vor.

## Lebensweise und Ernährung
Astropecten aranciacus ist bei Ebbe und bei Sonnenschein gewöhnlich im Sediment vergraben, so dass nur ein Buckel in Mitte des Tieres herausragt. In der Nacht und bei Flut wird das Tier aktiv und geht auf Beutejagd nach Seeigeln, Seesternen, Muscheln und Schnecken. Die Beute wird als Ganzes verschluckt, oft in großer Anzahl, so dass sich die Körpermitte nach oben wölbt, und im Magen verdaut. Unverdauliche Reste wie Seeigel- und Muschelschalen werden durch die Mundöffnung wieder nach außen abgegeben.
Zu den bevorzugten Beutetieren ausgewachsener Großer Kammsterne an der Costa Colostrai in Sardinien gehören Herzigel (Echinocardium mediterraneum) und Muscheln (Acanthocardia tuberculata, Chamelea gallina, Donax venustus). Astropecten aranciacus ernährt sich nach Beobachtungen von Ribi, Schärer und Ochsner (1977) überwiegend von denselben Arten wie sein kleinerer Verwandter Astropecten bispinosus, jedoch generell von größeren Individuen und auch von Astropecten bispinosus selbst, im Gegensatz zu diesem aber nicht von der Schnecke Cylichna cylindracea. Otto Hamann (1885) fand im Magen eines großen Astropecten aranciacus Reste von über 20 Weichtieren: 10 Kammmuscheln (Pecten sp.), 6 Tellmuscheln (Tellina sp.), einige Mittelmeerkegelschnecken (Conus mediterraneus) und 5 Kahnfüßer (Dentalium sp.).